# حباك ثنائي اللون
الحباك ثنائي اللون (الاسم العلمي: Ploceus bicolor) نوع من الطيور الصغيرة من فصيلة الحباك، متوطن في أنغولا، بوروندي، الكاميرون، جمهورية الكونغو، جمهورية الكونغو الديمقراطية، غينيا الاستوائية، الغابون، كينيا، مالاوي، موزمبيق، نيجيريا، رواندا، الصومال، جنوب أفريقيا، جنوب السودان، السودان، سوازيلاند، تنزانيا، أوغندا، زامبيا وزيمبابوي.